# 金剛頂經

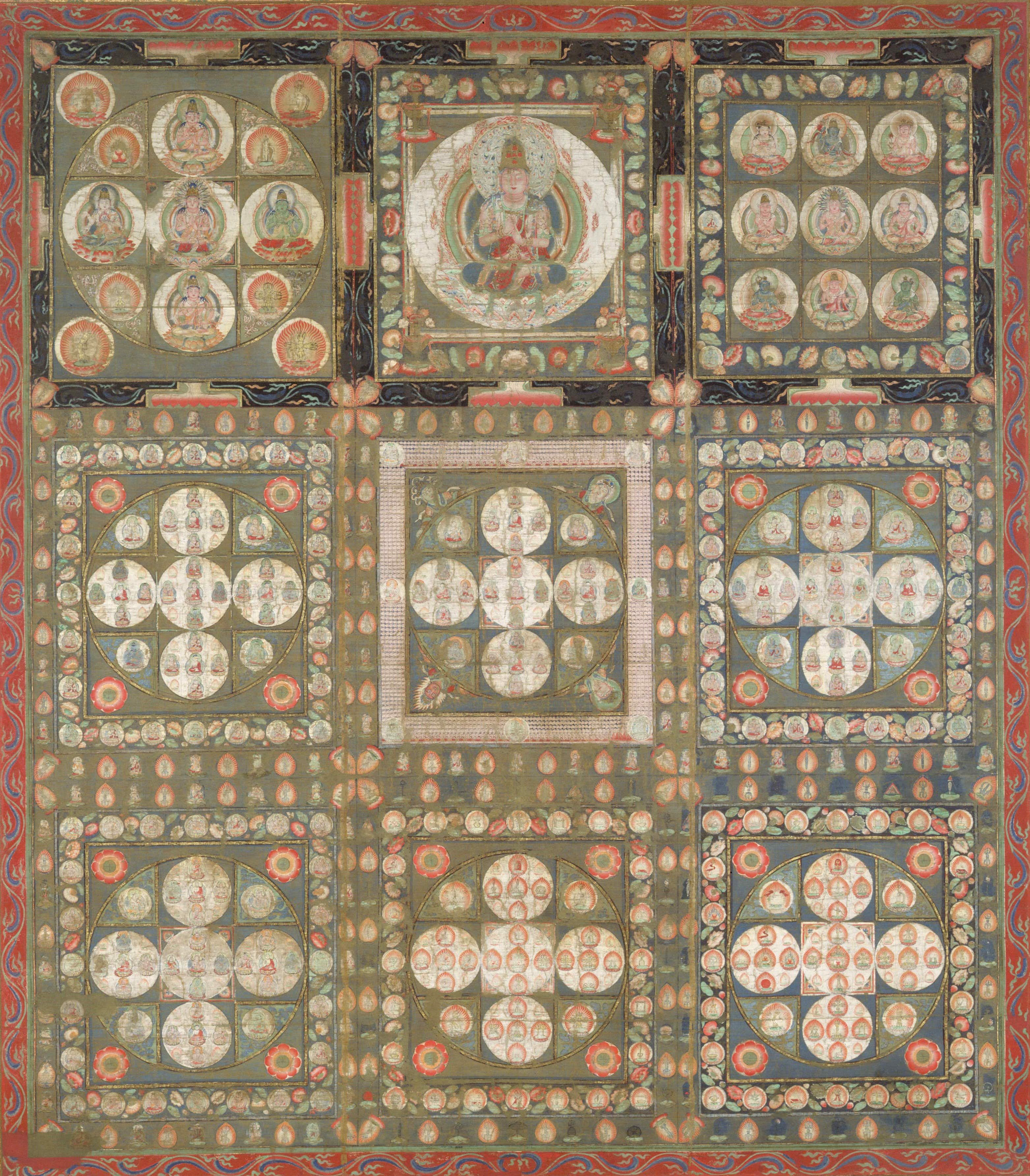
金剛界曼荼羅，即九會曼陀羅，依次為中間的成身會、其下方的三昧耶會、順時針旋轉的微細會、供養會、四印會、一印會、理趣會、降三世羯磨會、降三世三昧耶會。

《金剛頂經》（梵語：Vajraśekhara Tantra）是金剛乘瑜伽密教的根本經典，分瑜伽十八會有十萬偈，與《大般若經·初會》（四百卷）規模相當，不空三藏節略翻譯了第一會第一品和第六會，即《金剛頂一切如來真實攝大乘現證大教王經》（三卷）和《大樂金剛不空真實三麼耶經》（一卷）。
《金剛頂經》這稱謂又特別指《金剛頂一切如來真實攝大乘現證大教王經》（梵語：Sarvatathāgata Tattvasaṃgraha Tantra），亦稱《攝大乘現證經》、《大教王經》、《金剛頂瑜伽真實大教王經》。

## 傳出
從來相傳此經有四本，一是法爾恆說本，即大日如來智法身常恒說法不斷之經典真理。二是塔內安置本，即無量頌廣本，係金剛薩埵蒙如來之教敕，將恒常本循諸經樣式，加入五成就而成之經典，置於南天竺鐵塔內待機緣而傳。
三是十萬頌廣本，即龍猛菩薩從金剛薩埵所授的十萬頌本（十八會）。四是四千頌略本，即十萬頌之中的四千頌略本（十八會中之初會），今所傳譯者即屬此本。

## 漢譯本
一般所稱的“金剛頂經”是指廣本《金剛頂經》瑜伽十八會第一會的第一品：
- 金刚智三藏譯《金剛頂瑜伽中略出念誦經》4卷；
- 不空三藏譯《金剛頂一切如來真實攝大乘現證大教王經》3卷。

北宋時代陸續翻譯廣本《金剛頂經》：
- 施護全譯瑜伽十八會中第一會，名為《一切如來真實攝大乘現證三昧大教王經》（三十卷）；
- 法賢全譯第六會，名為《最上根本大樂金剛不空三昧大教王經》（七卷），其略譯即《般若理趣經》。

有些經被認為或許屬於廣本的《金剛頂經》：
- 法護翻譯《大悲空智金剛大教王儀軌經》（五卷，喜金剛續），有認為是第九會《一切佛集會拏吉尼戒網瑜伽》[5]。然而《一切佛集會拏吉尼戒網瑜伽》有藏譯本以及現代發現的梵語寫本 （页面存档备份，存于），都不是《大悲空智金剛大教王儀軌經》，因此此說有誤[6][7]；
- 施護翻譯《祕密相經》（三卷），有認為是第十四會《如來三昧耶真實瑜伽》； （但和瑜伽十八會指歸所說內容不大相合，待驗證）
- 施護翻譯《一切如來金剛三業最上祕密大教王經》（七卷，密集金刚續），有認為是第十五會《祕密集會瑜伽》； （一切明句行分和除蓋障菩薩語相合）
- 施護翻譯《無二平等最上瑜伽大教王經》（六卷），有認為是第十六會《無二平等瑜伽》。（影像分和四種曼荼羅具四印相合）

《金剛頂一切如來真實攝大乘現證大教王經》是汉传密宗所依之根本经典之一。《金刚顶瑜伽中略出念诵经》和《一切如来真实摄大乘现证三昧教王经》也是研究汉传密宗重要的历史文献和圣典法宝，弥足珍贵。金刚智三藏译《金刚顶瑜伽中略出念诵经》是最初步的灌顶仪规，以便于鉴别修行者的根器，量器逗教，弘通密法，故称略出，为金刚法界入坛灌顶的根本依据。
《金刚顶经》足本经和洁本经相辅相成，为弘扬中国汉传密宗，體現了不朽的價值。《金刚顶经》洁本经流传海外，为日本东密、台密所依的主要经典之一。

## 內容
不空三藏譯《金剛頂經瑜伽十八會指歸》記載瑜伽十八會之初會：
|  | 金剛頂經瑜伽，有十萬偈，十八會。初會名《一切如來真實攝教王》，有四大品，一名《金剛界》，二名《降三世》，三名《遍調伏》，四名《一切義成就》，表四智印。 於《初品》中，有六曼茶羅： - 所謂金剛界大曼茶羅，并說毘盧遮那佛受用身，以五相現成等正覺（五相者：所謂通達本心、修菩提心、成金剛心、證金剛身、佛身圓滿，此則五智通達），成佛後，以金剛三摩地，現發生三十七智；廣說曼荼羅儀則，為弟子受速證菩薩地、佛地法。 - 第二、說陀羅尼曼茶羅，具三十七，此中聖眾，皆住波羅蜜形；廣說入曼茶羅儀軌，為弟子受四種眼，說敬愛、鉤召、降伏、息災等儀軌。 - 第三、說微細金剛曼茶羅，亦具三十七聖眾，於金剛杵中畫，各持定印；廣說入曼茶羅儀軌，為弟子令心堪任，令心調柔，令心自在，說微細金剛三摩地，修四靜慮法，修四無量心，及三解脫門。 - 第四、說一切如來廣大供養羯磨曼茶羅，亦具三十七，彼中聖眾，各持本幖幟，供養而住；廣說入曼茶羅法，為弟子說受十六大供養法，說四種祕密供養法。 - 第五、說四印曼茶羅法，弟子受四種速成就法，以此曼茶羅，求悉地成就像，如上四曼茶羅中所求悉地，於此像前求成就。 - 第六、說一印曼茶羅，若持毘盧遮那真言，及金剛薩埵菩薩，具十七尊，餘皆具十三，亦說入曼茶羅儀，與弟子受先行法，修集本尊三摩地。 次說《降三世大品》，有六曼茶羅。如來成等正覺已，於須彌盧頂，轉金剛界輪已，與諸菩薩，名號受職已。摩醯首羅等，剛強難化，不可以寂靜法而受化。盡虛空遍法界一切如來，異口同音，請以一百八名讚，禮金剛薩埵，如是諸天，不可以寂靜法而受化。時金剛手菩薩，受一切如來請已，即入悲怒金剛三摩地，現大威德身，以種種方便調伏，乃至命終。摩醯首羅死已，自見於下方，過六十二恒河沙世界，名灰莊嚴，彼世界中成等正覺，名為怖畏自在王如來。執金剛菩薩，以脚按之，誦金剛壽命真言，復得蘇。 既受化已，金剛薩埵，則說大曼茶羅，引入諸天，受金剛名號。諸天有五類：居上界天王，摩醯首羅等，無量諸天及后；第二、遊虛空諸天，日天子等，無量諸天及后；第三、居虛空天魔王等，無量諸天及后；第四、地居天主藏天等，無量諸天及后；第五、地下嚩囉呬天等，無量諸天及后。悉皆引入已，勅諸天建立諸曼茶羅，汝等赴會，所求一切悉地，皆與成辦，此等皆是外金剛部： - 第一、說大曼茶羅儀則，皆具三十七，說降伏法，及修神通法。 - 第二、說祕密曼茶羅，具三十七，說引弟子儀，此中諸音聲，及金剛歌舞。 - 第三、說法曼茶羅，具三十七，說引入弟子儀，此中說以慈、悲、喜、捨，作阿毘遮嚕迦法，微細金剛調心儀軌。 - 第四、說羯磨曼茶羅，具三十七，說入曼茶羅儀，令弟子學護摩儀軌，於無量佛菩薩所，成廣大供養，速得悉地現前，說二十五種護摩爐，隨類所求法。 - 第五、說四印曼茶羅，具二十一，成就諸藥法等，已上四曼茶羅中成就法，於此曼茶羅中成就法，於此曼茶羅像前求。 - 第六、說一印曼茶羅，具十七，說引入弟子及先行法。 次為外金剛部眾，說四種曼茶羅： - 各說本真言、本印契獻佛；佛為說教勅大曼茶羅，具三十七，說引入弟子儀，說為弟子使役外金剛部軌則，此中說大佛頂，及光聚佛頂，真言及契，亦通一字頂輪法。 - 次說第二、教勅三昧耶曼茶羅，彼諸天后等，各獻本真言；佛為說曼茶羅，具三十七，說為弟子說修藥叉、藥叉女法，廣說諸儀軌。 - 次第三、說教勅法曼茶羅，諸天說真言獻佛；佛為彼等說曼茶羅，具三十七，說引入弟子儀，為弟子說諸天之法印已，由此印不違越本誓。 - 次第四、說教勅羯磨曼茶羅，具三十七，說引入弟子儀，彼等諸天，各說本真言；佛為說曼茶羅，說諸天舞儀，說成就諸事業速疾法。 次說《遍調伏大品》，有（蓮花部觀自在菩薩）六種曼茶羅，…… 次說《一切義成就大品》中，有（寶部虛空藏菩薩）六曼茶羅。…… 次都說，如前一一曼茶羅中，祕密助成方便散誦，次後示釋迦牟尼佛，降於閻浮提，變化身八相成道，皆是普賢菩薩幻化，一切如來，還以一百八名，讚揚金剛薩埵，如是第一會。 |

其他十七會為：
- 一切如來祕密王瑜伽。
- 一切教集瑜伽。
- 降三世金剛瑜伽。
- 世間出世間金剛瑜伽。
- 大安樂不空三昧耶真實瑜伽（梵文：Adhyardhaśatikā prajñāpāramitā）。
- 普賢瑜伽。
- 勝初瑜伽。
- 一切佛集會拏吉尼戒網瑜伽。
- 大三昧耶瑜伽。
- 大乘現證瑜伽。
- 三昧耶最勝瑜伽。
- 大三昧耶真實瑜伽。
- 如來三昧耶真實瑜伽。
- 祕密集會瑜伽。
- 無二平等瑜伽。
- 如虛空瑜伽。
- 金剛寶冠瑜伽。